# 24 août en sport
24 juillet 24 septembre
Chronologies thématiques
- Croisades
- Ferroviaires
- Disney

Le 24 août (236e jour de l'année ou 237e en cas d'année bissextile) en sport.

## Événements

### XVIIIesiècle
- 1747 :
  - (Joutes nautiques) : à la veille du tournoi de joutes nautiques donné à Sète à l’occasion de la fête de la Saint-Louis, on débat de la mise en place d’un règlement afin « d’éviter les différents trop nombreux entre les jouteurs ».

### XIXesiècle
- 1875 :
  - (Natation /Nage en eau libre) : après plusieurs tentatives sans succès de la Traversée de la Manche à la nage, le capitaine Matthew Webb, à 12 heures 56, s'enfonce nu, enduit d'huile de marsouin, dans la Manche depuis la jetée Admiralty Pier de Douvres; suivi par trois escorteurs. Il réussit l'exploit en 21 heures et 45 minutes.
- 1883 :
  - (Tennis /Grand Chelem) : dans la 3e édition de l'US Open, victoire de l'Américain Richard Sears qui s'impose face à son compatriote James Dwight sur le score de 6-2, 6-0, 9-7. Le double messieurs est remporté par la paire Richard Sears et James Dwight contre Arthur Newbold et Alexander Van Rensselaer sur le score 6-0, 6-2, 6-2.

### XXesièclede1951à2000
- 1958 :
  - (Athlétisme) : lors des Championnats d'Europe de Stockholm, le soviétique Sergey Popov devient champion d'Europe du marathon en battant le record du monde, détenue jusqu'alors par le britannique Jim Peters, avec un chrono de 2 h 15 min 17 s.
  - (Sport automobile / Formule 1) : Grand Prix automobile du Portugal.
- 1963 :
  - (Athlétisme) : John Pennel porte le record du monde du saut à la perche à 5,20 mètres.
- 1972 :
  - (Hockey sur glace) : Gordon Howe et Jean Béliveau sont intronisés au temple de la renommée du hockey.
- 1973 :
  - (Athlétisme) : à l'occasion des Championnats des Balkans organisés à Athènes, la Bulgare Svetla Zlateva améliore le record du monde du 800 mètres (1 min 57 s 5) détenu jusqu'alors par l'Allemande Hildegard Falck.
- 1974 :
- 1997 :
  - (Athlétisme) : le Danois, d'origine kényane, Wilson Kipketer améliore son propre record du monde du 800 mètres lors du meeting de Cologne avec un temps de 1 min 41 s 11.
  - (Sport automobile / Formule 1) : Grand Prix automobile de Belgique.

### XXIesiècle
- 2003 :
  - (Formule 1) : Grand Prix de Hongrie.
- 2008 :
  - (Formule 1) : Grand Prix d'Europe.
  - (Handball) : à 11h15, l'équipe de France masculine de handball est devenue championne olympique, en s'imposant 28 à 23 face à l'Islande.
- 2013 :
  - (Sport équestre) : le Français Roger-Yves Bost et la jument Myrtille Paulois avec 1,58 point ont remporté le titre individuel de champion d'Europe de saut d'obstacles précédant les Britanniques Ben Maher (Cella/4,00 pts) et Scott Brash (Hello Sanctos/6,72 pts), aujourd'hui à Herning au Danemark. Dans le concours par équipes, victoire des Britanniques devant les Allemands et les Suédois.
- 2015 :
  - (Athlétisme /Championnats du monde) : dans l'épreuve du 3 000m steeple hommes, victoire du Kényan Ezekiel Kemboi, à la perche hommes, victoire du Canadien Shawnacy Barber. au 100m femmes, victoire de la Jamaïcaine Shelly-Ann Fraser-Pryce, sur le 10 000 mètres femmes, victoire de la Kényane Vivian Cheruiyot et au triple saut femmes, victoire de la Colombienne Caterine Ibargüen.
  - (Cyclisme sur route /Tour d'Espagne) : le Slovaque Peter Sagan remporte l'étape du jour du Tour d'Espagne et Esteban Chaves conserve le maillot rouge.
  - (Judo /Championnats du monde) : début des championnats du monde de judo qui se déroulent à Astana, au Kazakhstan et se termineront le 30 août 2015. Dans la catégorie des -48 kg, victoire chez les femmes de l'Argentine Paula Pareto et chez les hommes en -60 kg, c'est le Kazakh Yeldos Smetov qui s'impose.
- 2016 :
  - (Cyclisme sur route /Tour d'Espagne) : sur la 5e étape du Tour d'Espagne 2016, victoire du Belge Gianni Meersman et le Colombien Darwin Atapuma reste en tête du classement général.
- 2017 :
  - (Cyclisme sur route /Tour d'Espagne) : sur la 6e étape du Tour d'Espagne 2017 qui relie Vila-real à Sagonte, sur une distance de 204,4 kilomètres, victoire du Polonais Tomasz Marczyński. Le Britannique Christopher Froome conserve le maillot rouge.
  - (Lutte /Championnats du monde) : sur la 4e journée des championnats du monde de lutte , chez les femmes, en -48 kg, victoire de la Japonaise Yui Sasaki, en -53 kg, victoire de la Biélorusse Vanesa Kaladzinskaya et en -60 kg, victoire de la Japonaise Risako Kawai et en -69 kg victoire de la Japonaise Sara Doshō.
  - (Volley-ball /Euro masculin) : Début de la 30e édition du Championnat d'Europe de volley-ball masculin qui se déroule en Pologne, dans les villes de Varsovie, Gdańsk/Sopot, Szczecin, Katowice et Cracovie jusqu'au 3 septembre 2017.
- 2019 :
  - (Cyclisme sur route /Tour d'Espagne) : début de la 74e édition du Tour d'Espagne dont le départ est donné à Torrevieja, et l'arrivée aura lieu le 15 septembre à Madrid. Il s'agit du troisième et dernier grand tour de la saison et de la 32e épreuve de l'UCI World Tour 2019. Sur la 1re étape du Tour d'Espagne 2019 qui se déroule sous la forme d'un contre-la-montre par équipes, sur une distance de 18 km, c'est l'Équipe Astana qui s'impose. Le Colombien Miguel Ángel López revêt le maillot rouge.
  - (Rugby à XV /Top 14) : début de la 121e édition du championnat de France de rugby à XV. Elle oppose les quatorze meilleures équipes de rugby à XV françaises et se terminera le 26 juin 2020.
- 2021 :
  - (Cyclisme /VTT /Mondiaux) : début de la 32e édition des championnats du monde de VTT cross-country qui se déroule à Val di Sole en Italie jusqu'au 29 août 2021.
  - (Cyclisme sur route /Tour d'Espagne) : sur la 10e étape du Tour d'Espagne qui se déroule entre Roquetas de Mar et Rincón de la Victoria, sur une distance de 189 km, victoire de l'Australien Michael Storer. Le Norvégien Odd Christian Eiking s'empare du maillot rouge.
  - (Jeux paralympiques /édition 2020) : au Japon, à Tokyo, Cérémonie d'ouverture des Jeux paralympiques d'été[1].
- 2024 :
  - (Cyclisme sur route /Tour d'Espagne) : sur la 8e étape du Tour d'Espagne qui se déroule  entre Úbeda et Cazorla en Andalousie, sur une distance de 159 km, victoire du Slovène Primož Roglič au sprint. L'Australien Ben O'Connor conserve le Maillot rouge.

## Naissances

### XIXesiècle
- 1847 : 
  - William Kenyon-Slaney, footballeur puis homme politique anglais. Parlementaire de 1886 à 1908. († 24 avril 1908).
- 1871 :
  - Conrad Böcker, gymnaste artistique allemand. Champion olympique des barres parallèles par équipes et de la barre fixe par équipes aux Jeux d'Athènes 1896. († 8 avril 1936).
- 1873 : 
  - Thomas Bradshaw, footballeur anglais. (1 sélection en équipe nationale). († 25 décembre 1899).
- 1878 :
  - Archie Gray, footballeur écossais. (1 sélection en équipe nationale). († 29 juillet 1943).
- 1879 :
  - Eugène Fraysse, footballeur français. Médaillé d'argent aux Jeux de Paris 1900. (2 sélections en équipe de France). († 1er mai 1950).
- 1880 :
  - Russell Bowie, hockeyeur sur glace canadien. († 8 avril 1959).
- 1881 : 
  - Vincenzo Lancia, pilote de courses automobile et industriel italien. Fondateur de la marque Lancia. († 15 février 1937).
- 1886 :
  - Paolo Zuccarelli, pilote de courses automobile italien. († 19 juin 1913).
- 1887 : 
  - Harry Hooper, joueur de baseball américain. († 18 décembre 1974).
- 1888 : 
  - Leo Bosschart, footballeur néerlandais. (19 sélections en équipe nationale). († 9 mai 1951).
  - Genzaburō Noguchi, athlète d'épreuves combinées japonais. († 16 mai 1967).
- 1890 : 
  - Duke Kahanamoku, nageur puis surfeur américain. Champion olympique du 100m nage libre et médaillé d'argent du relais 4×200nage libre aux Jeux de Stockholm 1912, champion olympique du 100m nage libre et du relais 4×200m nage libre aux Jeux d'Anvers 1920 puis médaillé d'argent du 100m nage libre aux Jeux de Paris 1924. († 22 janvier 1968).

### XXesièclede1901à1950
- 1925 : 
  - Duncan Hall, joueur de rugby à XIII australien. (23 sélections en équipe nationale). († 18 janvier 2011).
- 1941 : 
  - Jürgen Eschert, céiste allemand. Champion olympique en C-1 1 000 m aux Jeux de Tokyo 1964
- 1944 : 
  - Bill Goldsworthy, hockeyeur sur glace canadien. († 29 mars 1996).
  - Réjean Tremblay, journaliste sportif canadien.
- 1947 : 
  - Roger De Vlaeminck, cycliste sur route et cyclo-cross man belge. Champion du monde de cyclo-cross 1975. Vainqueur de Liège-Bastogne-Liège 1970, la Flèche wallonne 1971, des Paris-Roubaix 1972, 1974, 1975 et 1977, des Milan-San Remo 1973, 1978 et 1979, des Tours de Lombardie 1974 et 1976, du Tour de Suisse 1975, du Tour des Flandres 1977.

### XXesièclede1951à2000
- 1952 :
  - Mike Shanahan, entraîneur de foot U.S. américain.
- 1953 :
  - Sam Torrance, golfeur écossais.
- 1954 :
  - Alain Daigle, hockeyeur sur glace canadien.
  - Heini Otto, footballeur néerlandais. (1 sélection en équipe nationale).
- 1957 :
  - Vyacheslav Yanovskiy, boxeur soviétique puis biélorusse. Champion olympique des -63,5kg aux Jeux de Séoul 1988.
- 1960 :
  - Freddy Hufnagel, basketteur puis entraîneur français. Vainqueur de la Coupe Korać 1984. (102 sélections en équipe de France).
  - Cal Ripken Jr., joueur de baseball américain.
- 1961 :
  - Ingrid Berghmans, judokate belge. Championne olympique des -72 kg aux Jeux de Séoul 1988. Championne du monde de judo toutes catégories 1980, 1982 et 1986 puis championne du monde de judo des -72 kg et toutes catégories 1984 et championne du monde de judo des -72 kg 1989.
- 1963 :
  - Peter Rufai, footballeur nigérian. Vainqueur de la Coupe d'Afrique des nations 1994. (65 sélections en équipe nationale). († 3 juillet 2025).
- 1964 :
  - Éric Bernard, pilote de F1 et de courses d'endurance français.
  - Sébastien Destremau, navigateur français.
- 1965 :
  - Reggie Miller, basketteur américain. Champion olympique aux Jeux d'Atlanta 1996. Champion du monde de basket-ball masculin 1994. (29 sélections en équipe nationale).
- 1966 :
  - Jon Sieben, nageur australien. Champion olympique du 200m papillon et médaillé de bronze du relais 4 × 100m 4 nages aux Jeux de Los Angeles 1984.
- 1967 :
  - Jan Eriksson, footballeur suédois. (35 sélections en équipe nationale).
  - Doug Roth, basketteur américain.
  - Michael Thomas, footballeur anglais. (2 sélections en équipe nationale).
- 1968 :
  - Benoît Brunet, hockeyeur sur glace canadien.
- 1969 :
  - Cyrille Magnier, footballeur français.
- 1972 :
  - Jean-Luc Brassard, skieur acrobatique canadien. Champion olympique des bosses aux Jeux de Lillehammer 1994. Champion du monde de ski acrobatique des bosses 1993 et 1997.
  - Christian Ruud, joueur de tennis norvégien.
- 1973 :
  - Inge de Bruijn, nageuse néerlandaise. Championne olympique du 50m et du 100m nage libre, du 100m papillon puis médaillée d'argent du relais 4 × 100m nage libre aux Jeux de Sydney 2000, championne olympique du 50m nage libre, médaillée d'argent du 100m nage libre puis médaillée de bronze du 100m papillon et du 4 × 100 m nage libre aux Jeux d'Athènes 2004. Championne du monde de natation du 50m et du 100m nage libre ainsi que du 50m papillon 2001 puis du 50m nage libre et 50m papillon 2003. Championne d'Europe de natation du relais 4 × 100 m nage libre 1991 puis du 50 m nage libre et du 100 m papillon 1999.
- 1975 :
  - Antoine Carpentier, navigateur français. Vainqueur des Transats Jacques-Vabre en Class40 2017, en Multi50 2019 et Class40 2021.
  - Kelly McCarty, basketteur américain.
- 1976 :
  - Simon Dennis, rameur d'aviron britannique. Champion olympique du huit aux Jeux de Sydney 2000.
  - Yang Yang (A), patineuse de vitesse sur piste courte et dirigeante sportive puis femme politique chinoise. Médaillée d'argent du relais 3 000m aux Jeux de Nagano 1998, championne olympique du 500m et du 1 000m puis médaillée d'argent du relais 3 000m aux Jeux de Salt Lake City 2002, médaillée de bronze du 1 000m aux Jeux de Turin 2006. Championne du monde de patinage de vitesse sur piste courte à 28 reprises. Membre du CIO. Députée à l'Assemblée nationale populaire.
- 1978 :
  - Yves Allegro, joueur de tennis suisse.
  - Derek Morris, hockeyeur sur glace canadien. Champion du monde de hockey sur glace 2004.
- 1979 :
  - Orlando Engelaar, footballeur néerlandais. (14 sélections en équipe nationale).
  - Katja Nyberg, handballeuse norvégienne. Championne olympique aux Jeux de Pékin 2008. Championne d'Europe de handball 2004 et 2006. Victorieuse de la Coupe d'Europe des vainqueurs de coupe de handball 2005 et de la Ligue des champions 2011. (99 sélections en équipe nationale).
  - Michael Redd, basketteur américain. Champion olympique aux Jeux de Pékin 2008. (17 sélections en équipe nationale).
- 1982 :
  - Anders Bardal, sauteur à ski norvégien. Médaillé de bronze par équipes aux Jeux de Vancouver 2010 et du petit tremplin aux Jeux de Sotchi 2014. Champion du monde de ski nordique du petit tremplin en saut à ski 2013 et par équipes 2015.
  - Kim Källström, footballeur suédois. (131 sélections en équipe nationale).
- 1983 :
  - Brett Gardner, joueur de baseball américain.
- 1984 :
  - Charlie Villanueva, basketteur américano-dominicain. (2 sélections avec l'équipe de République dominicaine).
- 1986 :
  - Jonny Cocker, pilote de courses automobile d'endurance britannique.
- 1987 :
  - Éric Bauthéac, footballeur français.
  - Leonardo Genoni, hockeyeur sur glace suisse. (89 sélections en équipe nationale).
  - Anze Kopitar, hockeyeur sur glace slovène. (63 sélections en équipe nationale).
- 1988 :
  - Romain Hardy, cycliste sur route français.
- 1989 :
  - Meraf Bahta, athlète de demi-fond et de fond érythréenne puis suédoise. Championne d'Europe d'athlétisme du 5 000m 2014.
  - Alexandre Dumoulin, joueur de rugby à XV français. (8 sélections en équipe de France).
  - Richie Gray, joueur de rugby à XV écossais. (77 sélections en équipe nationale).
- 1990 :
  - Tina Trstenjak, judokate slovène. Championne olympique des -63 kg aux Jeux de Rio 2016 et médaillée d'argent aux Jeux de Tokyo 2021. Championne du monde de judo des - 63 kg 2015. Championne d'Europe de judo des -63 kg 2016, 2017 et 2021.
- 1991 :
  - Seth Kelsey, sabreur et épéiste américain. Champion du monde d'escrime de l'épée par équipes 2012.
- 1992 :
  - Jemerson, footballeur brésilien. (2 sélections en équipe nationale).
  - Rory Sutherland, joueur de rugby à XV écossais. (30 sélections en équipe nationale).
- 1993 :
  - Marina Rajčić, handballeuse monténégrine. Médaillée d'argent aux Jeux de Londres 2012. Championne d'Europe de handball féminin 2012. Victorieuse de la Coupe d'Europe des vainqueurs de coupe 2010 puis des Ligue des champions 2012 et 2015. (162 sélections en équipe nationale).
  - Allen Robinson, joueur de foot U.S. américain.
  - Maryna Zanevska, joueuse de tennis ukrainienne puis belge.
- 1995 :
  - Louis Jouffret, joueur de rugby à XIII français. (1 sélection en Équipe de France).
  - Noah Vonleh, basketteur américain.
- 1996 :
  - Kenzō Shirai, gymnaste artistique japonais. Champion olympique du concours général par équipes et médaillé de bronze du saut de cheval aux Jeux de Rio 2016. Champion du monde de gymnastique artistique au sol 2013, du concours général par équipes et du sol 2015 puis du sol et du saut de cheval 2017.
- 1998 :
  - Marc Hirschi, cycliste sur route suisse. Vainqueur de la Flèche wallonne 2020.
  - Elohim Prandi, handballeur français. Médaillé d'argent au Mondial 2023. Champion d'Europe 2024. (44 sélections en équipe de France).
- 1999 :
  - Lewis Ferguson, footballeur écossais. (12 sélections en équipe nationale).

## Décès

### XXesièclede1901à1950
- 1901 : 
  - Albert Laumaillé, 53 ans, cyclotouriste, coureur sur vélocipède, grand-bi, bicyclette, motocyclette, tricycle, et enfin pilote de courses automobile français. (° 16 août 1848).
- 1932 : 
  - Väinö Siikaniemi, 45 ans, athlète de lancers finlandais. Médaillé d'argent du javelot à 2 mains aux Jeux de Stockholm 1912. (° 27 mars 1887).

### XXesièclede1951à2000
- 1977 : 
  - Rubén Bravo, 53 ans, footballeur puis entraîneur argentin. (3 sélections en équipe nationale). (° 16 novembre 1923).
  - Buddy O'Connor, 61 ans, hockeyeur sur glace canadien. (° 21 juin 1916).
- 1991 : 
  - Abel Kiviat, 99 ans, athlète de demi-fond américain.  Champion olympique du 3000 m par équipes et médaillé d'argent du 1 500m aux Jeux de Stockholm 1912. (° 23 juin 1892).
- 1997 : 
  - Luigi Villoresi, 88 ans, pilote de F1 et de courses automobile d'endurance italien. (° 16 mai 1909).
- 2000 :  
  - Andy Hug, 35 ans, kick-boxeur suisse. (° 7 septembre 1964).

### XXIesiècle
- 2009 : 
  - Toni Sailer, 73 ans, skieur autrichien. Champion olympique de la descente, du slalom et du géant aux Jeux de Cortina d'Ampezzo 1956. Champion du monde de ski alpin de la descente, du géant et du combiné 1958. (° 17 novembre 1935).
- 2011 : 
  - Mike Flanagan, 59 ans, joueur de baseball américain. (° 16 décembre 1951).
  - Fons Van Brandt, 84 ans, footballeur belge. (38 sélections en équipe nationale). (° 24 juin 1927).
- 2012 : 
  - Félix, 74 ans, footballeur brésilien. Champion du monde de football 1970. (39 sélections en équipe nationale). (° 24 décembre 1937).
- 2015 :
  - Ronald Maki, 76 ans, hockeyeur sur glace canadien. (° 17 août 1939).
  - Justin Wilson, 37 ans, pilote de F1 britannique. (° 31 juillet 1978).
- 2018 :
  - Raymond Abad, 87 ans, footballeur puis entraîneur français. (° 17 décembre 1930).
  - Javier Otxoa, 43 ans, coureur cycliste espagnol. Champion paralympique de contre-la-montre CP3 et médaillé d'argent de la poursuite individuelle CP3 aux Jeux d'Athènes 2004 puis champion paralympique de contre-la-montre CP3 et médaillé d'argent de la course en ligne LC3-4/CP3 aux Jeux paralympique de Pékin en 2008. (° 30 août 1974).
  - Aleksei Paramonov, 93 ans, footballeur puis entraîneur soviétique puis russe. Champion olympique lors des Jeux d'été de 1956 à Melbourne. (° 21 février 1925).
- 2019 :
  - Bernard Monnereau, 83 ans, rameur en aviron français. Vice-champion d'Europe du deux de couple en 1958 et champion du monde de la même discipline en 1962. (° 18 septembre 1935).
- 2020 :
  - Kriemhild Limberg, 85 ans, athlète allemande spécialiste du lancer du disque. Médaillée de bronze lors des Championnats d'Europe de 1958. (° 8 septembre 1934).
  - Paul Wolfisberg, 80 ans, footballeur puis entraîneur suisse. Sélectionneur de l'équipe de Suisse de 1981 à 1985. (° 15 juin 1933).
- 2021 :
  - Wilfried Van Moer, 76 ans, footballeur puis entraîneur belge. Finaliste du Championnat d'Europe 1980. Sélectionneur de l'équipe de Belgique en 1996. (57 sélections en équipe nationale). (° 1er mars 1945).